# Лангусти
Лангусти (Achelata) — інфраряд морських десятиногих ракоподібних. На відміну від інших ракоподібних, ці великі тварини не мають клешень.

## Опис
Ці ракоподібні мають довжину до 60 см, різні їхні види поширені як біля європейських берегів, так і в тропіках. У природі ці гігантські, але позбавлені клешень морські раки населяють прибережні зони тропічних морів. Забарвлення різне. Населяють і моря, і океани. Лангусти — найбільші представники ряду десятиногих раків, добре відомі людям. Зовні лангусти здаються збільшеною копією наших річкових раків
Живе лангуст на скелястих ділянках дна. Незважаючи на значні розміри до півметра і міцні «лицарські обладунки», лангусти практично беззахисні і змушені вести відокремлений спосіб життя, ховаючись серед скель, під камінням, серед коралів і заростей підводних рослин. Представники більшості видів лангустів залишаються такими «відлюдниками» все життя і тільки в період розмноження стають товариськими.
Лангусти видають голосні звуки, що відлякують ворогів. Звуки лангуста чутні на відстані 2-3 кілометри, що робить їх одними з найгучніших тварин на Землі. У лангуста звук виникає тоді, коли задні антени шкребуть по панциру. Лангусти часто лякають цим звуком риб, і ті відпускають свою здобич, а лангуст підбирає її.
Величезну кількість їх щороку виловлюють і розводять на спеціальних морських фермах.

## Спосіб життя
Яйця лангуста прикріплюються до черева самки, де вони залишаються кілька місяців, перш ніж з них вилупляться личинки. Від народження личинки лангустів, плоскі і широкі, мають відростки, що слугують їм для плавання у відкритому морі. Вони змішуються з планктоном і розсіюються в морському просторі. Це єдиний період в їх житті, коли вони плавають у відкритому морі. Пройшовши всі стадії розвитку (всього у лангустів їх 10), личинки набувають вигляду дорослої особини; вони залишаються на дні, де будуть рости, періодично линяючи. На першому році життя він линяє разів десять.
Взимку всі укриття на піщаних мілинах раптом виявляються заповненими лангустами. Зазвичай такі нетовариські, вони сидять разом у своїх тісних притулках. Щоночі їх стає дедалі більше і більше. Звідки вони приходять, як знаходять одне одного в океанських просторах і що змушує їх збиратися в неймовірній кількості на порівняно невеликій площі, поки невідомо. Коли вибухає перший зимовий ураган, на морському дні збудження лангустів досягає межі. І тоді один найнетерплячіший лангуст раптом кладе свої довгі вуса на спину іншому і, спираючись на нього передньою парою лап, вирушає з ним в дорогу. У свою чергу, за нього чіпляється третій лангуст. Ланцюжок зазвичай буває настільки великим, що ватажок рідко чекає, коли до них приєднаються інші, і відразу ж починає свою подорож. З ходом цього ланцюжка з'являться нові супутники. Не відомо, куди вирушають ці тварини. Зібравшись на мілководді, недалеко від берега, ланцюжки прямують в океан, поступово спускаючись усе нижче й нижче, поки не сховаються в глибинах, недоступних для людини. За добу, зрідка роблячи короткі зупинки для відпочинку, тварини проходять по морському дну близько дванадцяти кілометрів. Кілька діб триває хода, доки останній ланцюжок не ховається в глибинах океану.